# Paranemastoma kalischevskyi
Paranemastoma kalischevskyi is een hooiwagen uit de familie aardhooiwagens (Nemastomatidae). Een junior subjectief synoniem is Nemastoma charitonovi Mkheidze 1952 (= Paranemastoma charitonovi (Mkheidze 1959) in Staręga 1978) gesteld door Martens (2006). Een andere is Nemastoma suchumium Roewer 1951 (= Paranemastoma suchumium (Roewer 1951) in Staręga 1978), ook gesteld door Martens (2006).